# Jam Vanpaserth
Jam Vanpaserth (laotisch: ຈ່ຳ ວັນປະເສີດຳ; Muang Nan, Luang Prabang) ist ein laotischer Fußballspieler.

## Karriere
Jam Vanpaserth steht seit 2022 beim laotischen Erstligisten Luang Prabang FC in Luang Prabang unter Vertrag. Sein Erstligadebüt gab Vanpaserth am 19. März 2022 (2. Spieltag) im Heimspiel gegen den Master 7 FC. Bei dem 2:3-Heimniederlage stand er in der Startelf. Bei seinem Debüt schoss er in der 60. Minute sein erstes Ligator zum 1:1-Ausgleich. In der 67. Minute musste er wegen einer Verletzung gegen Khonekeo Vongmaneechanh ausgewechselt werden. In seiner ersten Profisaison bestritt er 14 Erstligaspiele.